# Disgregus bezarki
Disgregus bezarki är en skalbaggsart som beskrevs av Maria Helena M. Galileo och Martins 2009. Disgregus bezarki ingår i släktet Disgregus och familjen långhorningar.
Artens utbredningsområde är Costa Rica. Inga underarter finns listade i Catalogue of Life.